# 七股黑面琵鷺保護區
七股黑面琵鷺保護區，位於臺南市七股區。每年10月至翌年4、5月季節性候鳥黑面琵鷺便會從北方飛到臺南市七股區附近避寒過冬。今幾年，來七股度冬的黑面琵鷺已經有超過千隻的數量。2014年1月18日至19日，全球普查黑面琵鷺總數為2725隻，臺南市即占近半數的1246隻，是全世界黑面琵鷺最重要的度冬地之一，而在10月至翌年4、5月也是遊客欣賞黑面琵鷺的最佳時期。

## 沿革
由於七股工業區及濱南工業區等開發案可能導致黑面琵鷺棲息環境的破壞，以及遊客的干擾，使得臺灣催生七股黑面琵鷺保護區，於2002年10月15日經農委會公告劃定634公頃的「臺南縣曾文溪口黑面琵鷺野生動物重要棲息環境」，其中300公頃為「臺南縣曾文溪口北岸黑面琵鷺動物保護區」」，以保護其生態資源。而在2009年12月25日時，七股黑面琵鷺保護區被併入為台江國家公園中，為臺灣的第八座國家公園。

## 相關書籍
《飛吧！ 七股的黑面仔》（ISBN 9789574349265）：由台灣繪本漫畫家 巫昱宏 繪製

## 外部連結
- 台南縣曾文溪口北岸黑面琵鷺動物保護區（页面存档备份，存于）
- 臺南縣曾文溪口黑面琵鷺野生動物重要棲息環境（页面存档备份，存于）
- 國家重要濕地保育計畫：曾文溪口濕地 （页面存档备份，存于）
- 黑面琵鷺生態展示館
- 台灣黑面琵鷺保育學會*全球黑面琵鷺回報系統（页面存档备份，存于）